# Albert Gougain
Albert Gougain, né vers 1908 à Genève et mort en juin 1967 à Chambéry, est un footballeur franco-suisse.
Au poste de demi droit, il remporte notamment le championnat de France avec le FC Sochaux en 1934-1935.

## Biographie
Binational natif de Genève, Albert Gougain prend en 1928, à 19 ans, une licence pour jouer avec l'équipe réserve de l'Urania Genève Sport. Il y est remarqué par l'US Annemasse, un bon club amateur français de la région, qui le fait jouer pendant son service militaire. Il revient à l'Urania ensuite où il se lie d'amitié avec son coéquipier Roger Courtois. 
Le duo est recruté en 1933 par le FC Sochaux, qui ambitionne de remporter le nouveau championnat de France professionnel. Il est appelé en équipe de France en 1933 mais reste remplaçant. En 1934-1935, Sochaux remporte le championnat de France, un titre auquel Gougain contribue largement en jouant une vingtaine de matchs,,. En 1936-1937, il joue une saison pour le Red Star Olympique, club de région parisienne, puis il revient à Sochaux où, blessé, il ne joue plus beaucoup au sein d'une équipe qui remporte cette saison encore le championnat de France. En 1938, il signe aux SR Colmar, en deuxième division, où il rejoue plus régulièrement. 
En 1942, il signe au FC Scionzier, en Haute-Savoie, dont il est entraîneur après-guerre,. Il rejoint en 1948 le SO Chambéry. Il travaille ensuite au Musée des beaux-arts puis au Musée savoisien de la ville. Il meurt brutalement en 1967, à la piscine municipale de la ville.

## Palmarès
- Champion de France : 1935 (FC Sochaux)